# Süd-Ndebele

Anteil der Ndebelesprecher in Südafrika (2011)

Dichte der Ndebelesprecher in Südafrika (2011)

Süd-Ndebele oder Südliches Ndebele (Eigenbezeichnung: isiNdebele; auch Transvaal-Ndebele oder Nrebele) wird von den etwa 1,48 Millionen (Stand 2015) Ndebele in Südafrika gesprochen, die vor allem in der Region des 1984 gegründeten, ehemaligen Homelands KwaNdebele und in den heutigen südafrikanischen Provinzen Mpumalanga, Gauteng und Limpopo leben. Deren Territorien lagen bis 1994 in der ehemaligen Provinz Transvaal. Weitere 1,4 Millionen Menschen der Region sprechen es als Zweitsprache. Süd-Ndebele ist eine der elf Amtssprachen Südafrikas.
Es gibt deutliche Unterschiede zum Nord-Ndebele der simbabwischen Ndebele. Meist wird die Sprache als – allerdings von Sotho-Tswana-Sprachen und vom Venda beeinflussten – Nguni-Sprache klassifiziert. Ethnisch betrachten sich die Süd-Ndebele sprechenden Stämme als Angehörige der Nguni.

## Geschichte der amaNdebele
Seit etwa 1500 siedeln die amaNdebele als Rinderhirten im östlichen Transvaal. Im frühen 19. Jahrhundert trennten sich die amaNdebele unter dem Druck der Buren und der Mfecane von den Zulu und zogen zunächst nordwärts in die Gegend des heutigen Pretoria, wo als Fremdbezeichnung durch Nachbarvölker auch der Name Ndebele aufkam. Ein Teil der Ndebele blieb dort. Unter König Mabokho (Mapoch) legten sie um 1840 ein System von Flucht- und Rückzugsmöglichkeiten an. 1849, 1863 und 1864 versuchte die Zuid Afrikaanse Republiek vergeblich, sie zu unterwerfen. 1882/83 wurde im sogenannten Mapoch-Krieg der königliche Kraal erobert, das Land verwüstet bzw. unter den Weißen aufgeteilt. 1895 wurde der ganze Landstrich um Middelburg herum annektiert, Männer, Frauen und Kinder wurden fünf Jahre lang den Siedlern als Zwangsarbeiter zugeteilt. Viele wurden dauerhaft zu Sklaven, König Nyabela wurde nach 15 Jahren bedingt freigelassen. Erst 1922 konnten der verarmte Stamm Land um die Farm Weltevreden zurückkaufen und dort einen neuen identitätsstiftenden Königskraal aufbauen.
Der größere Teil zog im frühen 19. Jahrhundert weiter ins heutige Simbabwe und unterwarf die dort ansässigen Shona. Die Sprache der simbabwischen Ndebele unterscheidet sich vom Süd-Ndebele.

## Sprachliche Besonderheiten
Die meisten afrikanischen Sprachen kennen entweder R oder L; beide Ndebele-Sprachen sind Sprachen mit L. Einige Wörter, die in anderen Bantusprachen mit R gesprochen werden, haben auf Ndebele ein L und sind ansonsten ähnlich. Außerdem zeichnet sich Süd-Ndebele durch Klicklaute aus, die in Simbabwe nicht gesprochen werden.